# بالم (ذكاء اصطناعي)
بالم (بالانجليزية: PaLM) هو نموذج لغة كبير قائم على المحولات يحتوي على 540 مليار معامل، طُوِّر بواسطة جوجل إي أي. قام الباحثون أيضًا بتدريب إصدارات أصغر من بالم، نماذج تحتوي على 8 و62 مليار معلمة، لاختبار تأثيرات حجم النموذج.
بالم قادر على مجموعة واسعة من المهام، بما في ذلك التفكير المنطقي، والتفكير الحسابي، وتفسير الدعابة، وإنشاء الرموز البرمجية، والترجمة. عند دمجه مع تقنية الهندسة الفورية، حقق بالم أداءً أفضل بشكل ملحوظ في مجموعات البيانات التي تتطلب التفكير في خطوات متعددة، مثل المسائل الرياضية والأسئلة المستندة إلى المنطق.
أُعْلِنّ عن النموذج لأول مرة في أبريل 2022 وظل خاصا حتى مارس 2023، بعدما أطلقت شركة جوجل واجهة برمجة تطبيقات لـبالم والعديد من التقنيات الأخرى. بحيث ستكون واجهة برمجة التطبيقات متاحة بشكل أولي فقط لعدد محدود من المطورين الذين انضموا إلى قائمة الانتظار قبل أن يتم بعد ذلك فتحها للعامة.
طورت شركة جوجل ديب مايند نسخة من بالم ب540 معامل تسمى ميد-بالم تم صقلها على البيانات الطبية بحيث تفوقت على سابقتها من النماذج في إجابتها على الأسئلة الطبية. ميد-بالم كان أول من نجح في تخطي اختبار الترخيص الطبي في الولايات المتحدة، بإجابته على كل من أسئلة الاختيارات المتعددة والأسئلة المفتوحة بدقة. ويتوفر أيضًا على منطق بحيث أنه قادر على تقييم ردوده الخاصة.
جوجل أيضا وسعت بالم بإستخدام محولات الرؤية لإنشاء بالم-إي، عبارة عن نموذج الرؤية واللغة الحديث، الذي يمكن إستعمالة من أجل المنابلة الآلية. ويمكن للنموذج أيضا أداء مهام في مجال الروبوتات بشكل تنافسي دون الحاجة إلى إعادة التدريب أو الصقل.

## التدريب
دُرِّب بالم مسبقاً على أصول نصية عالية الجودة تتكون من 780 مليار رمز والتي تشمل عدة مهام وحالات إستخدام لمعالجة اللغات الطبيعية. تتضمن مجموعة البيانات هذه صفحات ويب تمت تصفيتها وكتب ومقالات ويكيبيديا ومقالات الأخبار ورموز مصدرية جُلِبَت من المستودعات المفتوحة المصدر على غيت هاب، وكذلك المحادثات الموجودة على مواقع التواصل الإجتماعي. مجموعة البيانات هذه هي المستعملة في تدريب نموذج لامدا المملوك لشركة جوجل. الجزء الخاص ببيانات محادثات وسائل التواصل الإجتماعي هو الاكبر بحيث يكون 50 في المئة من الاصول النصية، مما يمكن النموذج من قدراته الخطابية.